# Albanië op het Eurovisiesongfestival 2015
Albanië nam deel aan het Eurovisiesongfestival 2015 in Wenen, Oostenrijk. Het was de 12de deelname van het land op het Eurovisiesongfestival. RTSH was verantwoordelijk voor de Albanese bijdrage voor de editie van 2015.

## Selectieprocedure
Naar jaarlijkse gewoonte verliep de Albanese selectie via Festivali i Këngës, dat in december 2014 aan zijn 53ste editie toe was. De inschrijvingen werden geopend op 14 oktober en één dag later reeds gesloten. Zowel componisten als artiesten moesten over de Albanese nationaliteit beschikken en alle nummers moesten volledig in het Albanees vertolkt worden, al kon er traditiegetrouw na afloop van Festivali i Këngës beslist worden om het winnende nummer naar het Engels te vertalen voor het Eurovisiesongfestival. Op 30 oktober werd het deelnemersveld bekendgemaakt. Het festival vond plaats in het Pallati i Kongreseve in de Albanese hoofdstad Tirana. Op vrijdag 26 en zaterdag 27 december werden twee halve finales georganiseerd, met telkens dertien kandidaten. Daarvan gingen er telkens negen door naar de eindstrijd, die zou plaatsvinden op zondag 28 december.
De punten werden in alle shows toegekend door een vakjury, bestaande uit Rona Nishliu (zangeres en Albanees vertegenwoordiger in 2012), David Tukiçi (zanger en componist), Genc Dashi (musicus), Evi Reçi (zangeres), Alida Hisku (zangeres) en Fatos Baxhaku (journalist en regisseur). Presentatoren van dienst waren Floriana Garo, Turjan Hyska en Liberta Spahiu. De eindzege ging naar Elhaida Dani, met het nummer Diell. Desondanks gaf de componist van Diell geen toestemming om het nummer voor het songfestival te gebruiken, waardoor Dani op zoek moest naar een alternatief. Dit werd het nummer I'm alive van de componisten Arber Elshani en Chriss Lekaj.

## Festivali i Këngës 2014

### Eerste halve finale
| Volgorde | Artiest                          | Lied              |
| -------- | -------------------------------- | ----------------- |
| 1        | Enver Petrovci                   | Të vranë bukuri   |
| 2        | Revolt Klan                      | Më mungon         |
| 3        | Julian Gjojdeshi                 | Himn jetës        |
| 4        | Florent Abrashi & Sigi Bastri    | Eklips mbi oqean  |
| 5        | Mersela Çibukaj                  | S'muj             |
| 6        | Erga Halilaj                     | Ti s'më njeh      |
| 7        | Saimir Braho                     | Kristal           |
| 8        | Klajdi Musabelliu                | Vetëm te ti besoj |
| 9        | Besjana Mehmeti & Shkodran Tolaj | Kështjella        |
| 10       | Estela Brahimllari               | Kjo natë          |
| 11       | Lindita Halimi                   | S’të fal          |
| 12       | Offchestra                       | Bajram            |
| 13       | Venera Lumani                    | Dua të jetoj      |

### Tweede halve finale
| Volgorde | Artiest               | Lied                  |
| -------- | --------------------- | --------------------- |
| 1        | Jozefina Simoni       | Mendje trazi          |
| 2        | Altin Goci            | Rock për gjithë jetën |
| 3        | Bojken Lako Band      | Të ndjej              |
| 4        | Elhaida Dani          | Diell                 |
| 5        | Kelly                 | Nëse ti do            |
| 6        | Rezarta Smaja         | Më rrëmbe             |
| 7        | Aurora                | Maria                 |
| 8        | Ana Gramo             | Në koma               |
| 9        | Mjellma Berisha       | Sot jetoj             |
| 10       | Emi Bogdo             | Një femër             |
| 11       | Agim Poshka           | Në rrugën tonë        |
| 12       | Enxhi & Xhejn Kumrija | Njeri                 |
| 13       | Gjergj Leka           | Himn                  |

### Finale
| Plaats | Artiest                          | Lied                  | Punten |
| ------ | -------------------------------- | --------------------- | ------ |
| 1      | Elhaida Dani                     | Diell                 | 82     |
| 2      | Bojken Lako Band                 | Të ndjej              | 62     |
| 3      | Lindita Halimi                   | S'të fal              | 45     |
| 4      | Besjana Mehmeti & Shkodran Tolaj | Kështjella            | 31     |
| 5      | Mersela Çibukaj                  | S'muj                 | 28     |
| 6      | Gjergj Leka                      | Himn                  | 24     |
| 7      | Rezarta Smaja                    | Më rrëmbe             | 23     |
| 8      | Mjellma Berisha                  | Sot jetoj             | 22     |
| 9      | Venera Lumani                    | Dua të jetoj          | 20     |
| 10     | Emi Bogdo                        | Një femër             | 18     |
| 11     | Erga Halilaj                     | Ti s'më njeh          | 15     |
| 12     | Enver Petrovci                   | Të vranë bukuri       | 12     |
| 12     | Jozefina Simoni                  | Mendje trazi          | 12     |
| 14     | Altin Goci                       | Rock për gjithë jetën | 9      |
| 15     | Saimir Braho                     | Kristal               | 3      |
| 16     | Estela Brahimllari               | Kjo natë              | 0      |
| 16     | Klajdi Musabelliu                | Vetëm te ti besoj     | 0      |
| 16     | Agim Poshka                      | Në rrugën tonë        | 0      |

## In Wenen

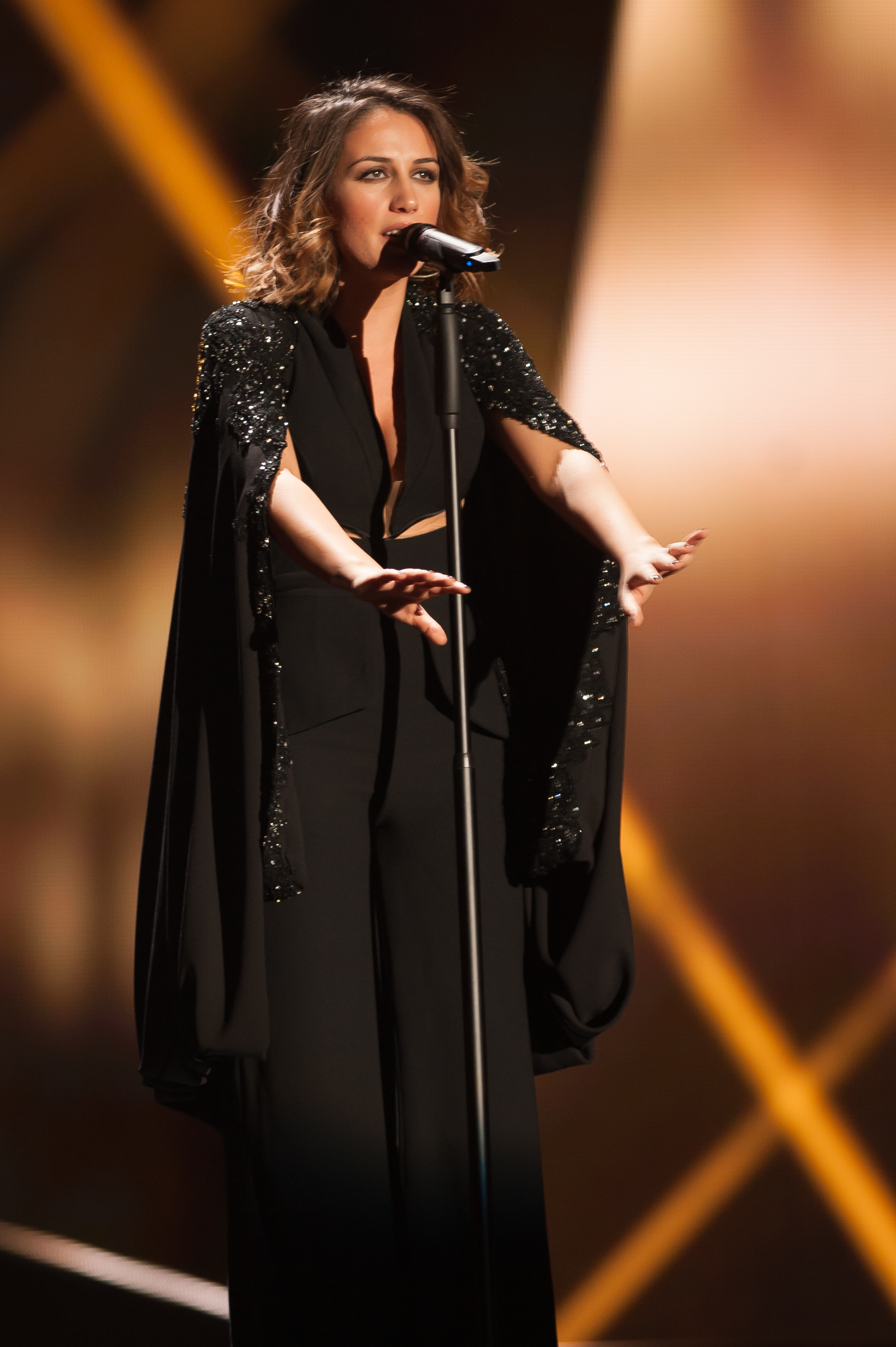
Elhaida Dani zingt

Albanië trad in Wenen in de eerste halve finale op dinsdag 19 mei aan. Elhaida Dani trad als veertiende van de zestien landen aan, na Anti Social Media uit Denemarken en voor Voltaj uit Roemenië. Albanië werd tiende met 62 punten waarmee het doorging naar de finale op 23 mei.
In de finale trad Albanië als voorlaatste van de 27 acts aan, na Polina Gagarina uit Rusland en voor hekkensluiter Il Volo uit Italië. Albanië eindigde als zeventiende met 34 punten.

### Gekregen punten

#### Halve finale 1
| 12 punten | 10 punten                                | 8 punten               | 7 punten    | 6 punten                      |
| --------- | ---------------------------------------- | ---------------------- | ----------- | ----------------------------- |
|           | - België - Griekenland - Noord-Macedonië |                        | - Frankrijk | - Georgië - Moldavië - Spanje |
| 5 punten  | 4 punten                                 | 3 punten               | 2 punten    | 1 punt                        |
|           |                                          | - Oostenrijk - Rusland |             | - Hongarije                   |

| Jury punten halve finale 1 | Jury punten halve finale 1 | Jury punten halve finale 1    | Jury punten halve finale 1                  | Jury punten halve finale 1 |
| 12 punten                  | 10 punten                  | 8 punten                      | 7 punten                                    | 6 punten                   |
| -------------------------- | -------------------------- | ----------------------------- | ------------------------------------------- | -------------------------- |
|                            |                            | - België - Moldavië - Rusland | - Noord-Macedonië - Griekenland             | - Georgië - Spanje         |
| 5 punten                   | 4 punten                   | 3 punten                      | 2 punten                                    | 1 punt                     |
|                            |                            | - Wit-Rusland                 | - Armenië - Estland - Frankrijk - Hongarije |                            |

| Televoting punten halve finale 1 | Televoting punten halve finale 1 | Televoting punten halve finale 1 | Televoting punten halve finale 1 | Televoting punten halve finale 1 |
| 12 punten                        | 10 punten                        | 8 punten                         | 7 punten                         | 6 punten                         |
| -------------------------------- | -------------------------------- | -------------------------------- | -------------------------------- | -------------------------------- |
| - Griekenland - Noord-Macedonië  |                                  | - Frankrijk - Moldavië           | - Oostenrijk - België            | - Spanje                         |
| 5 punten                         | 4 punten                         | 3 punten                         | 2 punten                         | 1 punt                           |
|                                  |                                  | - Finland                        | - Servië                         |                                  |

#### Finale
| 12 punten         | 10 punten    | 8 punten | 7 punten | 6 punten               |
| ----------------- | ------------ | -------- | -------- | ---------------------- |
| - Noord-Macedonië | - Montenegro |          |          | - België - Griekenland |
| 5 punten          | 4 punten     | 3 punten | 2 punten | 1 punt                 |
|                   |              |          |          |                        |

| Jury punten finale | Jury punten finale | Jury punten finale | Jury punten finale      | Jury punten finale |
| 12 punten          | 10 punten          | 8 punten           | 7 punten                | 6 punten           |
| ------------------ | ------------------ | ------------------ | ----------------------- | ------------------ |
|                    |                    |                    |                         |                    |
| 5 punten           | 4 punten           | 3 punten           | 2 punten                | 1 punt             |
|                    |                    |                    | - Georgië - Griekenland |                    |

| Televoting punten finale                 | Televoting punten finale   | Televoting punten finale | Televoting punten finale | Televoting punten finale |
| 12 punten                                | 10 punten                  | 8 punten                 | 7 punten                 | 6 punten                 |
| ---------------------------------------- | -------------------------- | ------------------------ | ------------------------ | ------------------------ |
| - Italië - Noord-Macedonië - Zwitserland | - Griekenland - Montenegro | - België                 | - Slovenië               | - Oostenrijk             |
| 5 punten                                 | 4 punten                   | 3 punten                 | 2 punten                 | 1 punt                   |
| - Duitsland - Servië - Zweden            |                            |                          |                          | - Tsjechië               |

### Punten gegeven door Albanië

#### Halve finale 1
Punten gegeven in de eerste halve finale:
| 12 punten | Griekenland     |
| 10 punten | Noord-Macedonië |
| 8 punten  | Roemenië        |
| 7 punten  | Rusland         |
| 6 punten  | België          |
| 5 punten  | Armenië         |
| 4 punten  | Georgië         |
| 3 punten  | Hongarije       |
| 2 punten  | Moldavië        |
| 1 punt    | Nederland       |

| Halve finale 1- Uitsplitsing jury/televoting | Halve finale 1- Uitsplitsing jury/televoting | Halve finale 1- Uitsplitsing jury/televoting | Halve finale 1- Uitsplitsing jury/televoting | Halve finale 1- Uitsplitsing jury/televoting | Halve finale 1- Uitsplitsing jury/televoting | Halve finale 1- Uitsplitsing jury/televoting | Halve finale 1- Uitsplitsing jury/televoting | Halve finale 1- Uitsplitsing jury/televoting | Halve finale 1- Uitsplitsing jury/televoting | Halve finale 1- Uitsplitsing jury/televoting |
| Volgorde                                     | Land                                         | B. Lako                                      | K. Qafoku                                    | O. Toki                                      | A. Marku                                     | Z. Chiko                                     | Juryranking                                  | Televoting                                   | Eindranking                                  | Punten                                       |
| -------------------------------------------- | -------------------------------------------- | -------------------------------------------- | -------------------------------------------- | -------------------------------------------- | -------------------------------------------- | -------------------------------------------- | -------------------------------------------- | -------------------------------------------- | -------------------------------------------- | -------------------------------------------- |
| 01                                           | Moldavië                                     | 6                                            | 2                                            | 7                                            | 6                                            | 5                                            | 4                                            | 13                                           | 9                                            | 2                                            |
| 02                                           | Armenië                                      | 7                                            | 15                                           | 9                                            | 3                                            | 1                                            | 7                                            | 8                                            | 6                                            | 5                                            |
| 03                                           | België                                       | 10                                           | 11                                           | 3                                            | 10                                           | 9                                            | 9                                            | 4                                            | 5                                            | 6                                            |
| 04                                           | Nederland                                    | 9                                            | 7                                            | 13                                           | 1                                            | 8                                            | 8                                            | 10                                           | 10                                           | 1                                            |
| 05                                           | Finland                                      | 11                                           | 13                                           | 14                                           | 15                                           | 13                                           | 14                                           | 9                                            | 14                                           |                                              |
| 06                                           | Griekenland                                  | 4                                            | 1                                            | 5                                            | 7                                            | 3                                            | 2                                            | 1                                            | 1                                            | 12                                           |
| 07                                           | Estland                                      | 14                                           | 10                                           | 15                                           | 13                                           | 14                                           | 15                                           | 5                                            | 12                                           | -                                            |
| 08                                           | Noord-Macedonië                              | 3                                            | 3                                            | 2                                            | 5                                            | 4                                            | 1                                            | 7                                            | 2                                            | 10                                           |
| 09                                           | Servië                                       | 5                                            | 6                                            | 4                                            | 2                                            | 6                                            | 3                                            | 15                                           | 11                                           |                                              |
| 10                                           | Hongarije                                    | 1                                            | 4                                            | 8                                            | 9                                            | 7                                            | 6                                            | 11                                           | 8                                            | 3                                            |
| 11                                           | Wit-Rusland                                  | 15                                           | 12                                           | 6                                            | 11                                           | 12                                           | 12                                           | 14                                           | 15                                           |                                              |
| 12                                           | Rusland                                      | 8                                            | 14                                           | 1                                            | 12                                           | 11                                           | 11                                           | 2                                            | 4                                            | 7                                            |
| 13                                           | Denemarken                                   | 12                                           | 8                                            | 11                                           | 4                                            | 10                                           | 10                                           | 12                                           | 13                                           |                                              |
| 14                                           | Albanië                                      |                                              |                                              |                                              |                                              |                                              |                                              |                                              |                                              |                                              |
| 15                                           | Roemenië                                     | 2                                            | 5                                            | 10                                           | 8                                            | 2                                            | 5                                            | 6                                            | 3                                            | 8                                            |
| 16                                           | Georgië                                      | 13                                           | 9                                            | 12                                           | 14                                           | 15                                           | 13                                           | 3                                            | 7                                            | 4                                            |

#### Finale
Punten gegeven in de finale:
| 12 punten | Italië      |
| 10 punten | Griekenland |
| 8 punten  | Rusland     |
| 7 punten  | Zweden      |
| 6 punten  | Montenegro  |
| 5 punten  | Israël      |
| 4 punten  | Estland     |
| 3 punten  | Australië   |
| 2 punten  | Servië      |
| 1 punt    | België      |

| Finale - Uitsplitsing jury/televoting | Finale - Uitsplitsing jury/televoting | Finale - Uitsplitsing jury/televoting | Finale - Uitsplitsing jury/televoting | Finale - Uitsplitsing jury/televoting | Finale - Uitsplitsing jury/televoting | Finale - Uitsplitsing jury/televoting | Finale - Uitsplitsing jury/televoting | Finale - Uitsplitsing jury/televoting | Finale - Uitsplitsing jury/televoting | Finale - Uitsplitsing jury/televoting |
| Volgorde                              | Land                                  | B. Lako                               | K. Qafoku                             | O. Toki                               | A. Marku                              | Z. Chiko                              | Juryranking                           | Televoting                            | Eindranking                           | Punten                                |
| ------------------------------------- | ------------------------------------- | ------------------------------------- | ------------------------------------- | ------------------------------------- | ------------------------------------- | ------------------------------------- | ------------------------------------- | ------------------------------------- | ------------------------------------- | ------------------------------------- |
| 01                                    | Slovenië                              | 12                                    | 15                                    | 8                                     | 16                                    | 25                                    | 14                                    | 24                                    | 20                                    |                                       |
| 02                                    | Frankrijk                             | 17                                    | 22                                    | 16                                    | 10                                    | 11                                    | 15                                    | 19                                    | 17                                    |                                       |
| 03                                    | Israël                                | 18                                    | 10                                    | 12                                    | 20                                    | 9                                     | 11                                    | 6                                     | 6                                     | 5                                     |
| 04                                    | Estland                               | 11                                    | 12                                    | 10                                    | 12                                    | 21                                    | 10                                    | 8                                     | 7                                     | 4                                     |
| 05                                    | Verenigd Koninkrijk                   | 22                                    | 23                                    | 20                                    | 25                                    | 20                                    | 26                                    | 17                                    | 21                                    |                                       |
| 06                                    | Armenië                               | 24                                    | 16                                    | 26                                    | 15                                    | 15                                    | 20                                    | 25                                    | 23                                    |                                       |
| 07                                    | Litouwen                              | 23                                    | 17                                    | 25                                    | 17                                    | 17                                    | 23                                    | 23                                    | 24                                    |                                       |
| 08                                    | Servië                                | 7                                     | 5                                     | 7                                     | 4                                     | 3                                     | 6                                     | 14                                    | 9                                     | 2                                     |
| 09                                    | Noorwegen                             | 13                                    | 24                                    | 14                                    | 18                                    | 14                                    | 17                                    | 21                                    | 19                                    |                                       |
| 10                                    | Zweden                                | 5                                     | 8                                     | 5                                     | 3                                     | 1                                     | 5                                     | 5                                     | 4                                     | 7                                     |
| 11                                    | Cyprus                                | 25                                    | 25                                    | 24                                    | 21                                    | 12                                    | 25                                    | 22                                    | 25                                    |                                       |
| 12                                    | Australië                             | 10                                    | 6                                     | 11                                    | 9                                     | 16                                    | 8                                     | 10                                    | 8                                     | 3                                     |
| 13                                    | België                                | 19                                    | 14                                    | 9                                     | 13                                    | 18                                    | 12                                    | 9                                     | 10                                    | 1                                     |
| 14                                    | Oostenrijk                            | 14                                    | 26                                    | 13                                    | 24                                    | 22                                    | 22                                    | 15                                    | 18                                    |                                       |
| 15                                    | Griekenland                           | 6                                     | 4                                     | 3                                     | 1                                     | 2                                     | 2                                     | 2                                     | 2                                     | 10                                    |
| 16                                    | Montenegro                            | 4                                     | 3                                     | 1                                     | 5                                     | 5                                     | 3                                     | 13                                    | 5                                     | 6                                     |
| 17                                    | Duitsland                             | 8                                     | 9                                     | 15                                    | 26                                    | 24                                    | 16                                    | 7                                     | 12                                    |                                       |
| 18                                    | Polen                                 | 26                                    | 19                                    | 19                                    | 19                                    | 19                                    | 24                                    | 20                                    | 22                                    |                                       |
| 19                                    | Letland                               | 2                                     | 18                                    | 6                                     | 7                                     | 13                                    | 7                                     | 16                                    | 13                                    |                                       |
| 20                                    | Roemenië                              | 16                                    | 13                                    | 22                                    | 14                                    | 8                                     | 13                                    | 12                                    | 14                                    |                                       |
| 21                                    | Spanje                                | 20                                    | 7                                     | 17                                    | 22                                    | 23                                    | 19                                    | 11                                    | 16                                    |                                       |
| 22                                    | Hongarije                             | 15                                    | 11                                    | 18                                    | 8                                     | 7                                     | 9                                     | 18                                    | 15                                    |                                       |
| 23                                    | Georgië                               | 9                                     | 20                                    | 21                                    | 11                                    | 26                                    | 18                                    | 4                                     | 11                                    |                                       |
| 24                                    | Azerbeidzjan                          | 21                                    | 21                                    | 23                                    | 23                                    | 10                                    | 21                                    | 26                                    | 26                                    |                                       |
| 25                                    | Rusland                               | 3                                     | 2                                     | 4                                     | 6                                     | 6                                     | 4                                     | 3                                     | 3                                     | 8                                     |
| 26                                    | Albanië                               |                                       |                                       |                                       |                                       |                                       |                                       |                                       |                                       |                                       |
| 27                                    | Italië                                | 1                                     | 1                                     | 2                                     | 2                                     | 4                                     | 1                                     | 1                                     | 1                                     | 12                                    |